# Ojciec Mateusz

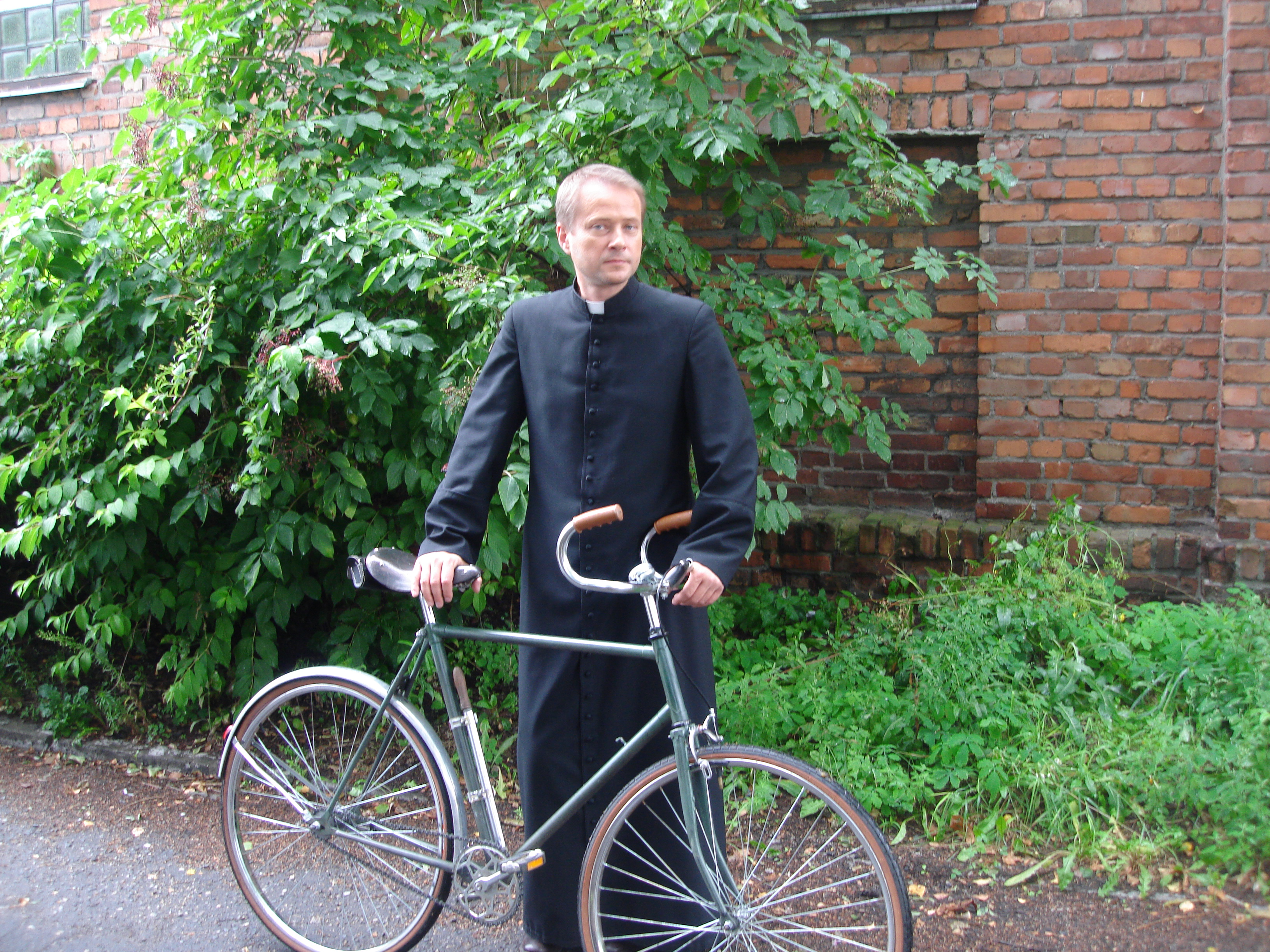
Pastoor Mateusz

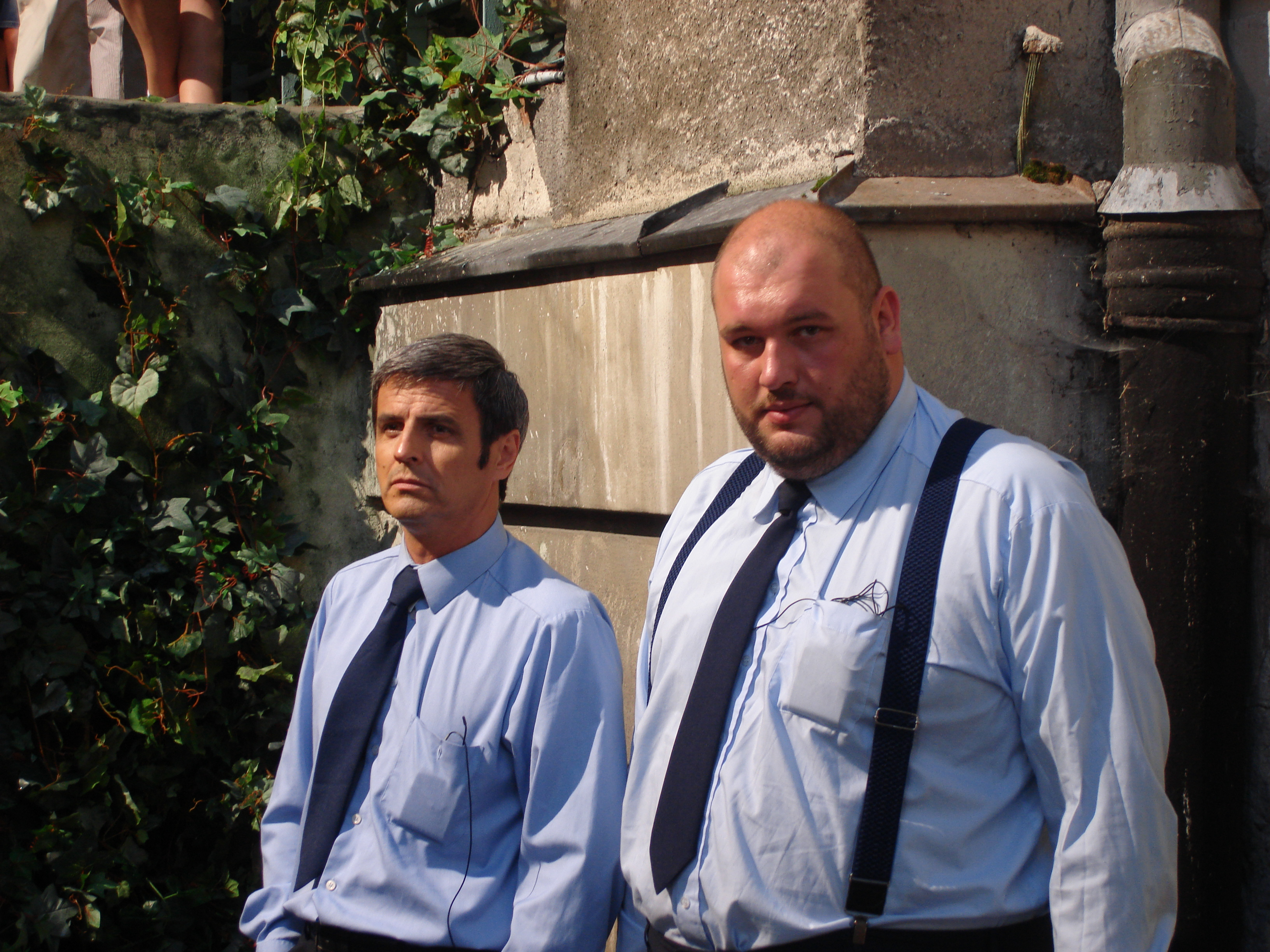
Brigadier Możejko en hoofdagent Nocul

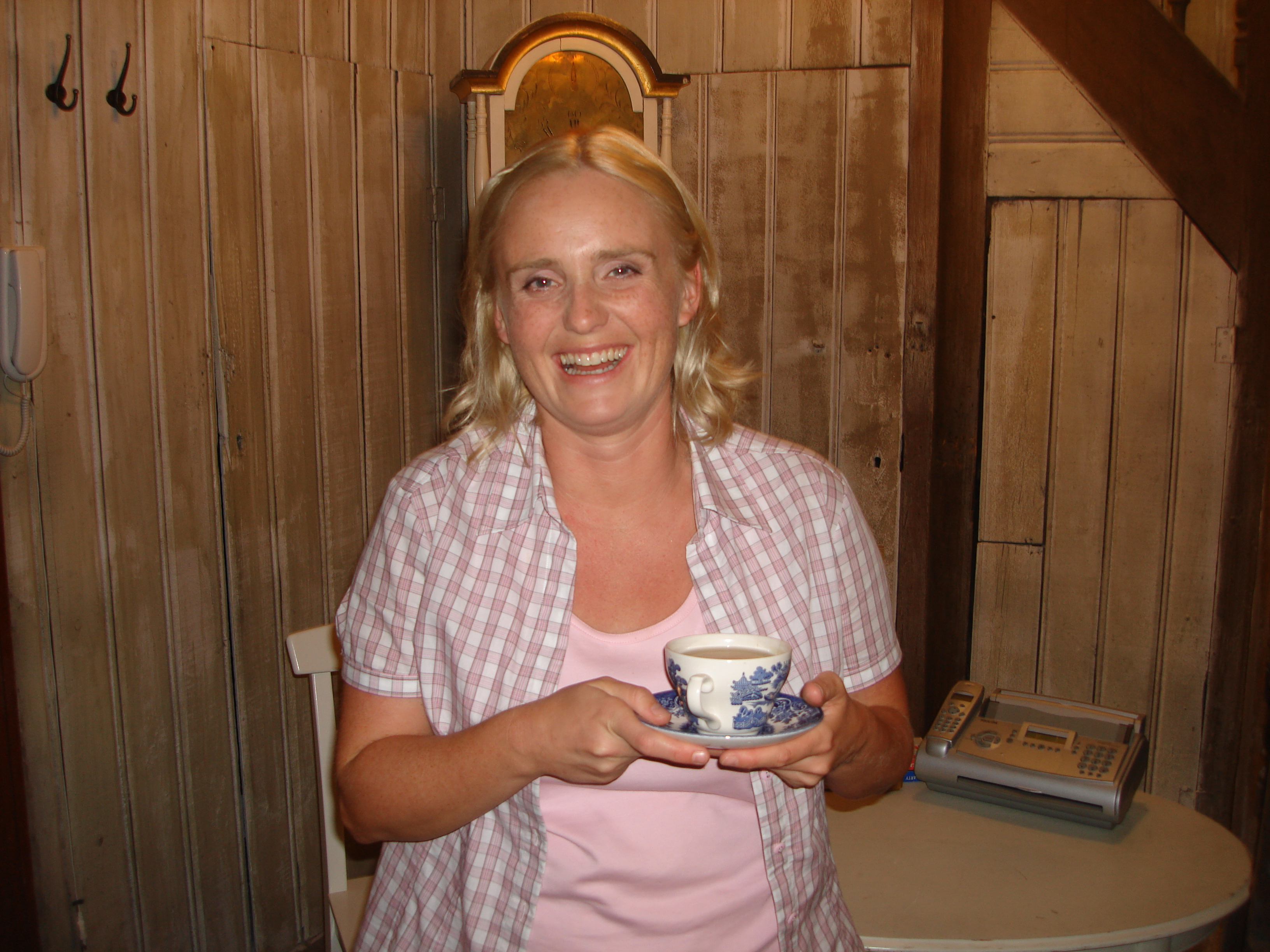
Natalia Borowik

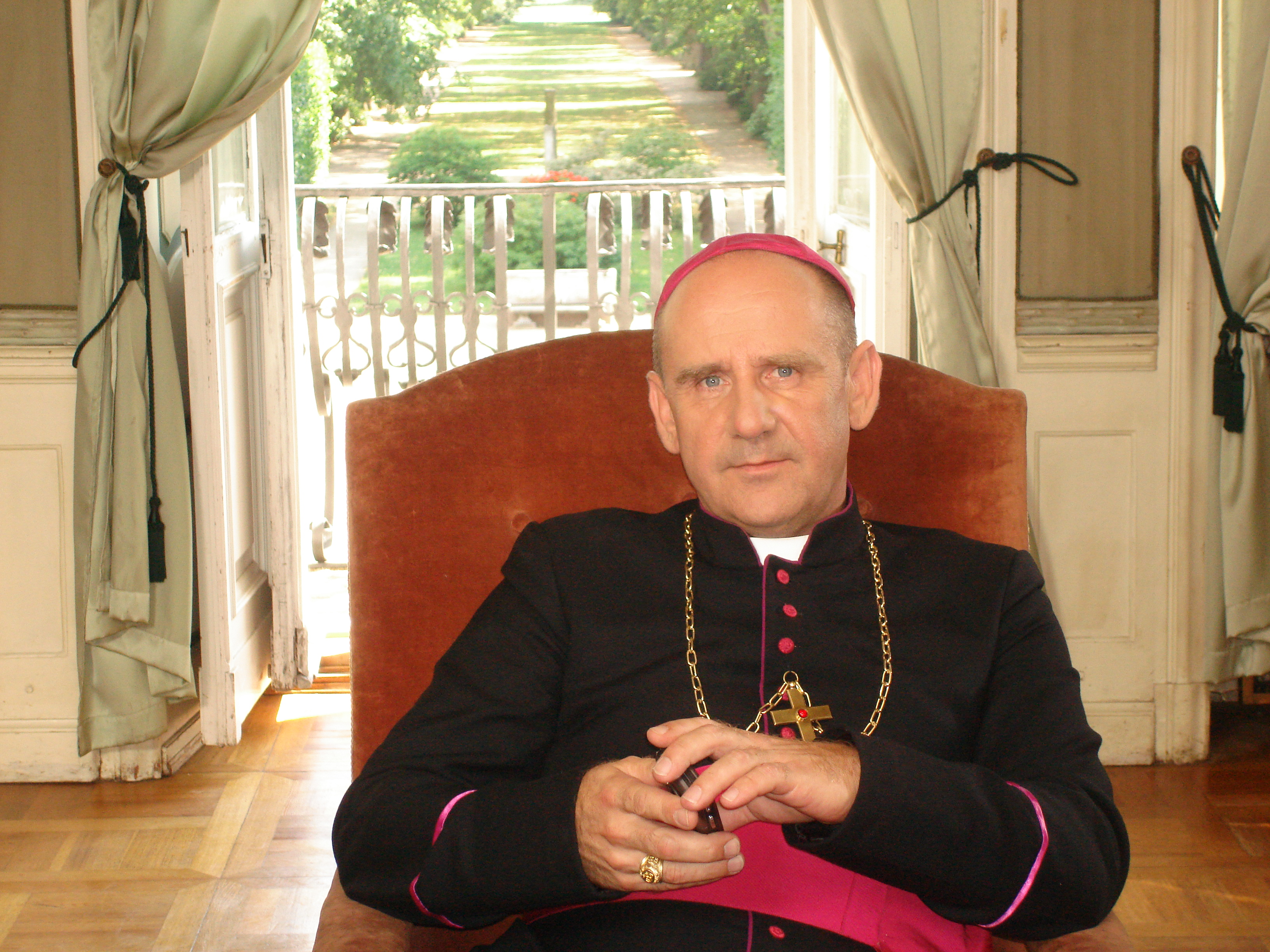
Bisschop

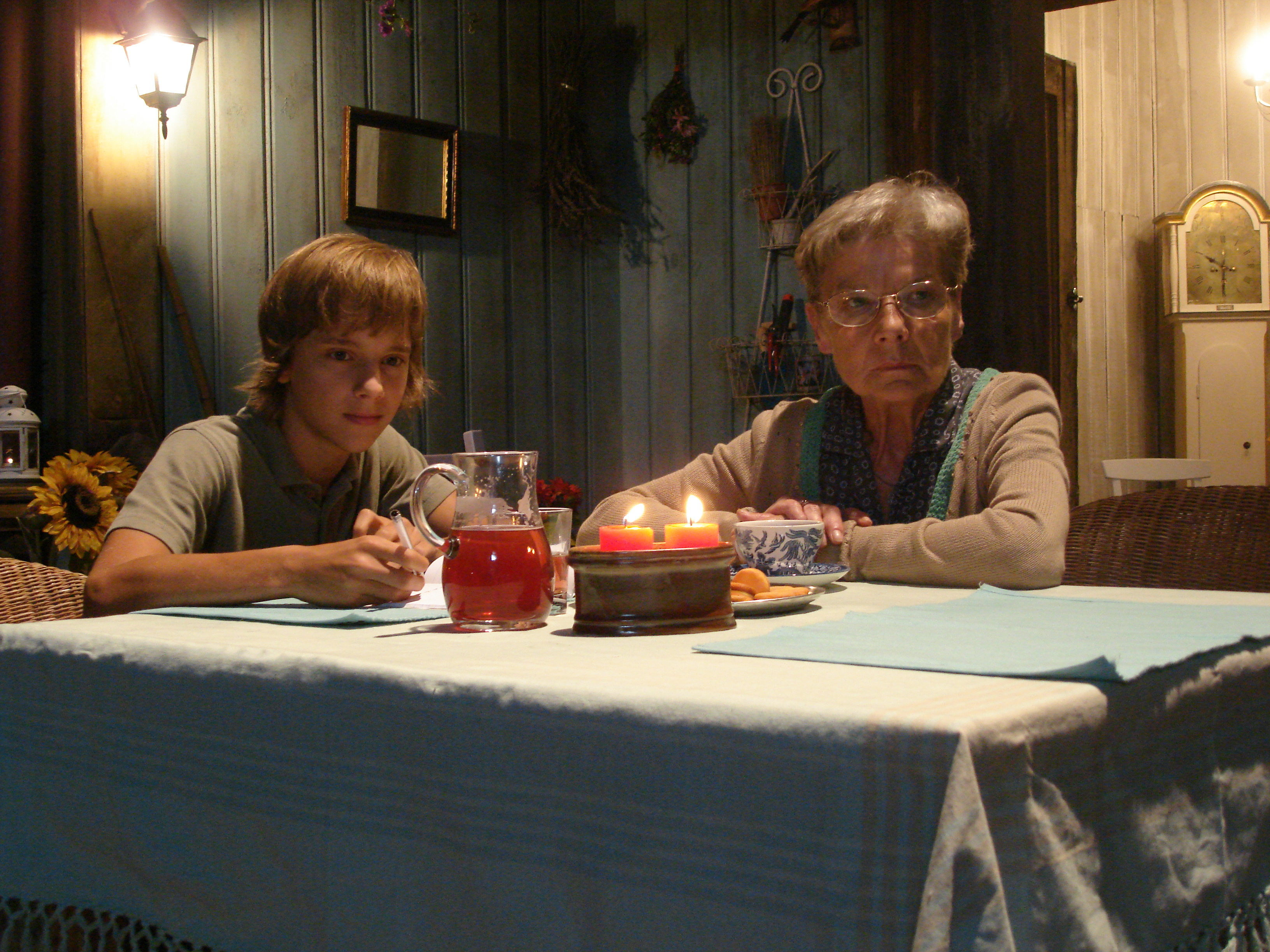
Oma Lucyna en Michał

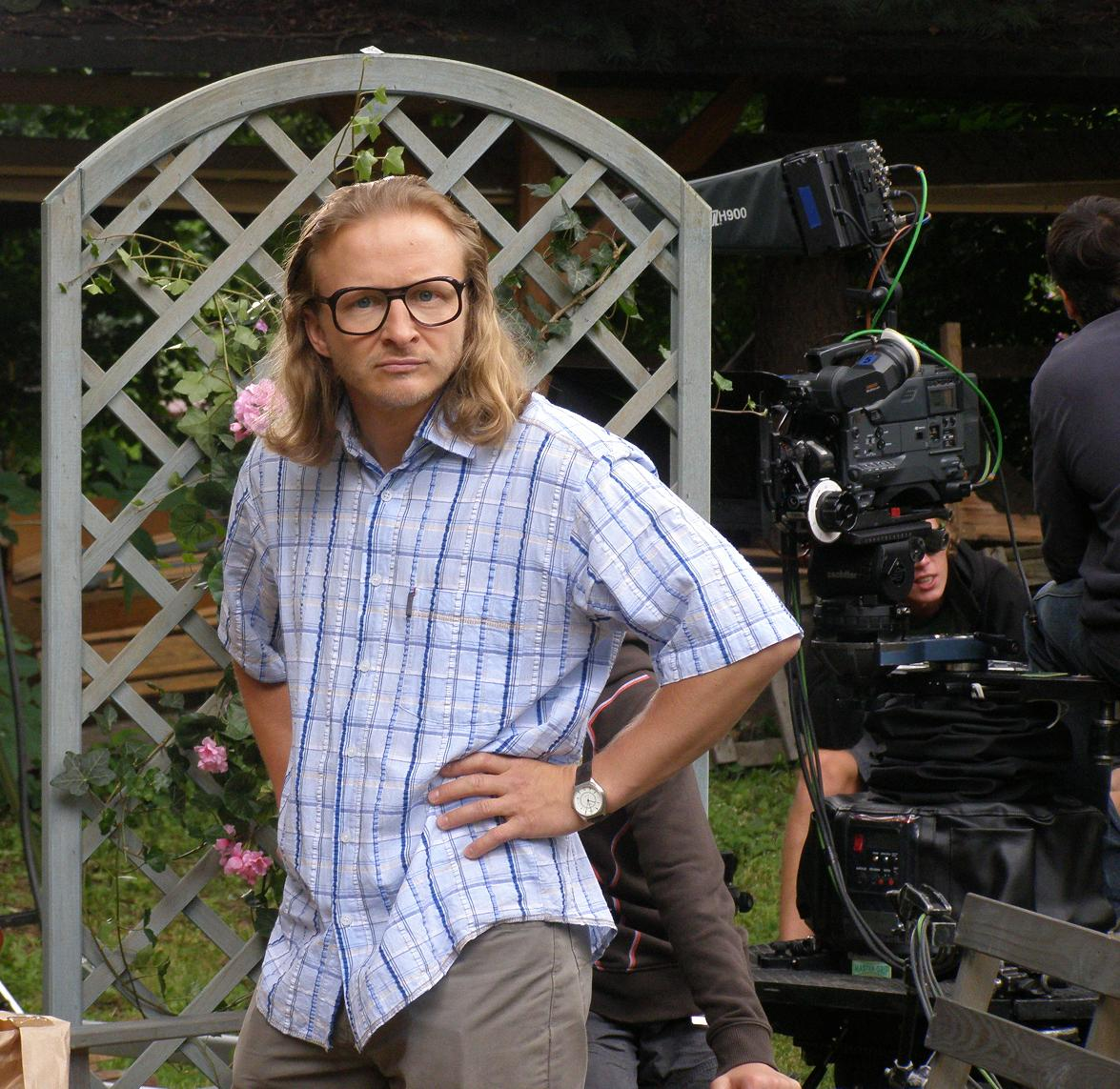
Piotr

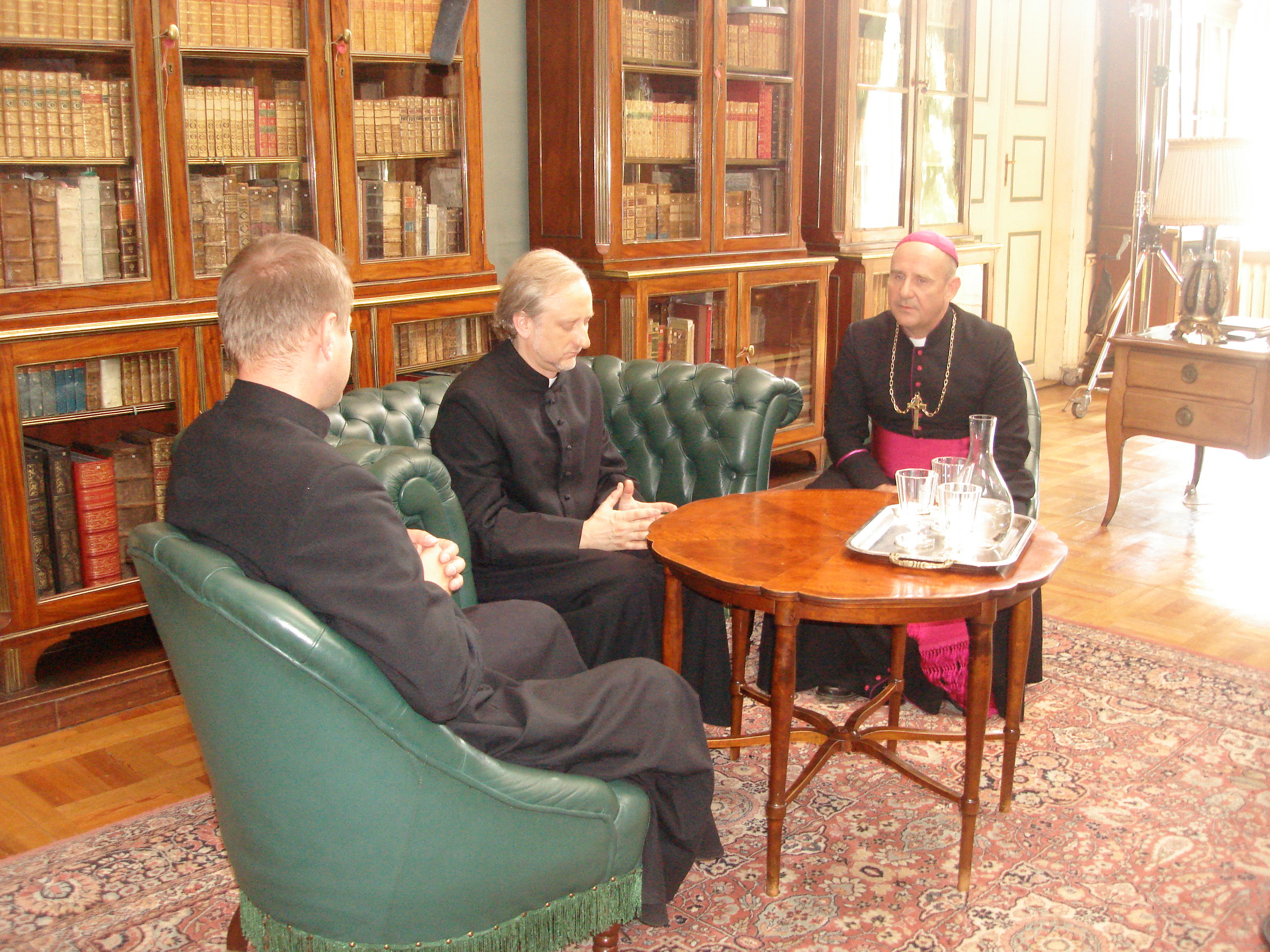
Pastoor Mateusz met bezoek bij de Bisschop. V.l.n.r.: Pastoor Mateusz, pastoor Jacek en de Bisschop

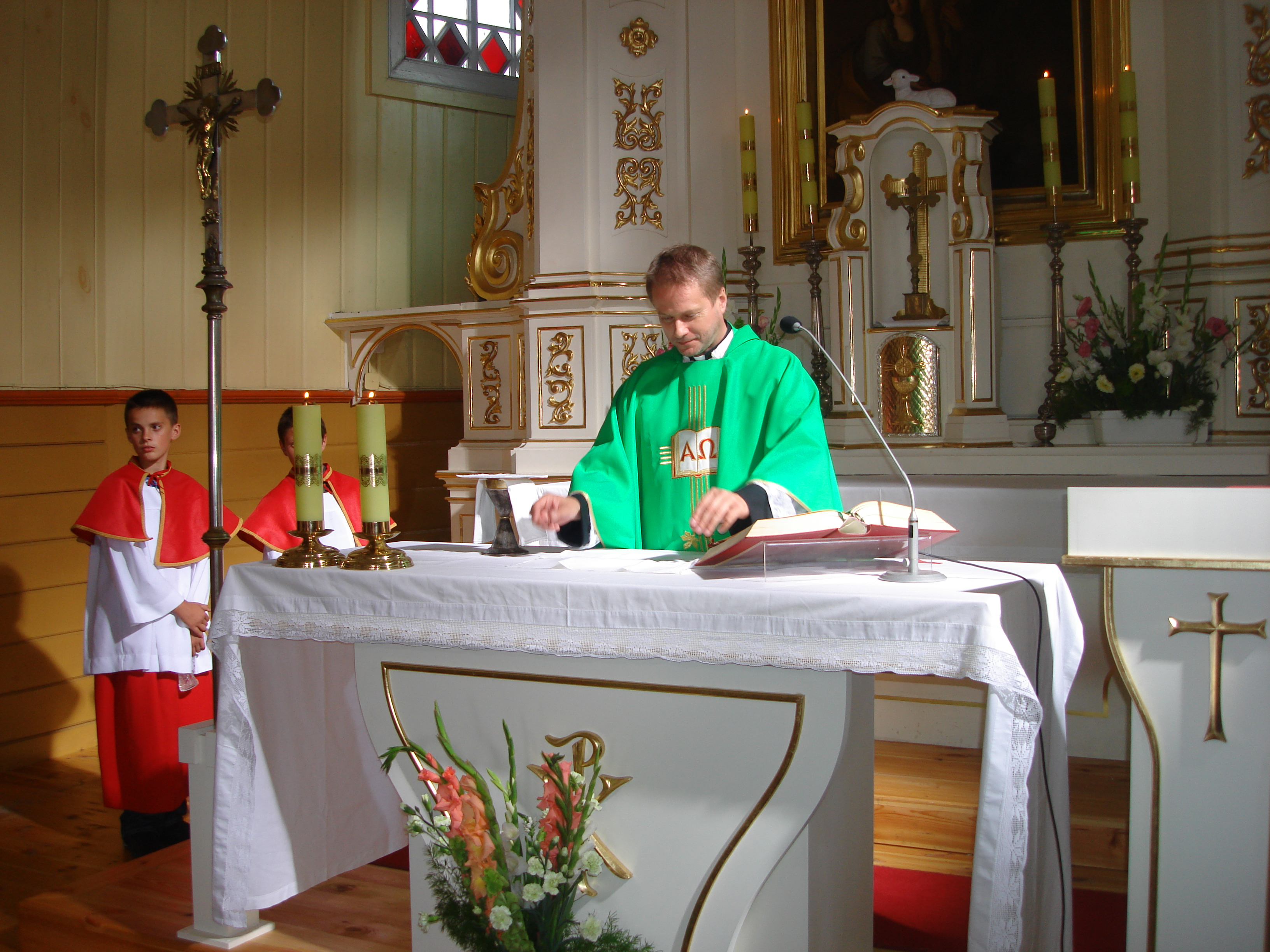
Scène uit de serie

Ojciec Mateusz (letterlijk: Vader Mateusz) is een Poolse televisieserie van regisseur Maciej Dejczer, Andrzej Kostenko en Maciej Dutkiewicz geproduceerd vanaf 2008 door Krzysztof Grabowski en filmgroep Baltmedia voor TVP.

## Geschiedenis
Ojciec Mateusz is de Poolse versie van een Italiaanse detectivetelevisieserie getiteld Don Matteo uitgezonden in Italië door de televisiekanalen Rai Uno en in Polen door TVP1, TV Puls, Religia.tv en AXN Crime.
De hoofdlocatie van de serie is Sandomierz, scènes in de kerk zijn opgenomen in Glinianka in de buurt van Otwock, de pastorie is in Anin en het kantoor van de bisschop in Pałac Radziwiłłów in Nieborów. Vanaf het vierde seizoen spelen sommige afleveringen zich buiten Sandomierz af, zoals in Kielce, Bałtów (Święty Krzyż), Krzyżtopór, Busko-Zdrój, Pacanów, Wąchock en Opatów, alsmede in Ćmielów en Zalew Sielpia.
De pilotaflevering (afl. 5 Róża) werd uitgezonden op 11 november 2008 op TVP1. Het eerste seizoen werd uitgezonden vanaf 7 december 2008 tot 22 februari 2009 op TVP1, iedere zondag om 17.20 uur. Het tweede seizoen werd uitgezonden van 6 september 2009 tot 27 december 2009. Het derde seizoen begon op 4 maart 2010 en vanaf dit seizoen werd de serie uitgezonden op donderdag met een herhaling op zondag. In september 2010 begon het vierde seizoen en op 3 maart 2011 werd de eerste aflevering van seizoen vijf uitgezonden, gevolgd door de eerste aflevering van seizoen zes op 8 september 2011. Op 8 maart 2012 begon TVP1 met het uitzenden van seizoen zeven.
Na de originele uitzending worden de afleveringen herhaald op TVP1, TVP Polonia, TVP HD en TVP Seriale.

## Inhoud
De serie gaat over de belevenissen van een katholieke pastoor, die na zijn terugkeer uit Wit-Rusland een plaats krijgt toegewezen als pastoor van een kleine parochie. Als pastoor werkt hij samen met bevriende politieagenten, met wie hij criminele zaken oplost.
Elke aflevering is een deel van het verhaal uit het leven van het hoofdpersonage.

## Hoofdrollen
- Pastoor Mateusz Żmigrodzki (Artur Żmijewski) – katholiek pastoor. Na gewerkt te hebben in Wit-Rusland keert hij terug naar Polen en wordt hij pastoor in een niet zo grote plaats onder Sandomierz. Hij heeft het talent om criminele zaken op te lossen, wat betekent dat hij meedoet aan het oplossen van deze zaken. Hij is briljant, intelligent en bijzonder opmerkzaam.
- Orest Możejko (Piotr Polk) – brigadier bij de politie, superieur van hoofdagent Nocul. Dominerend, altijd overtuigd van zijn gelijk in de zaak. In het begin was hij sceptisch over het detectivetalent van pastoor Mateusz en vond hij zijn aanwijzingen en samenwerkingsvoorstellen belachelijk. Hij heeft vertrouwen in en sympathie voor de pastoor. Hij kreeg een relatie met de burgemeester van Sandomierz, Justyna Malec.
- Mieczysław Nocul (Michał Piela) – hoofdagent bij de politie onder de leiding van Orest Możejko. Hij is bevriend geraakt en werkt samen met pastoor Mateusz. Tegen de wil van Możejko in, vertelt Nocul vaak details van een zaak aan pastoor Mateusz, zodat hij belangrijke aanwijzingen krijgt van pastoor Mateusz.
- Natalia Borowik (Kinga Preis) – gastvrouw van de pastorie van pastoor Mateusz. Chagrijnig, speels, loyaal en toegewijd aan de pastoor. Door haar uitspraken kwam pastoor Mateusz vaak tot openbaringen die te maken hadden met criminele raadsels.
- Bisschop (Sławomir Orzechowski) – leider van het bisdom. Hij kent pastoor Mateusz Żmigrodzki al jaren en nadat hij was teruggekeerd naar Polen gaf hij hem de functie van pastoor in een kleine parochie onder Sandomierz. Ondanks de kritiek die vaak wordt geuit op pastoor Mateusz' onconventionele gedrag, heeft hij vertrouwen in hem en ziet hij zijn bemoeienis met criminele zaken door de vingers.
- oma Lucyna Wielicka (Aleksandra Górska) en Michał Wielicki (Maciek Musiał) – bewoners van de pastorie. Pastoor Mateusz heeft hen bij hem in huis genomen nadat ze hun huis waren uitgezet, waar Natalia niet zo blij mee was.
- Justyna Malec (Tamara Arciuch) – burgemeester van Sandomierz. Ze kreeg een relatie met brigadier Orest Możejko.

## Rolverdeling

### Huidige rollen
| Acteur                | Rol                                                    | Periode |
| --------------------- | ------------------------------------------------------ | ------- |
| Artur Żmijewski       | pastoor Mateusz Żmigrodzki                             | 2008-   |
| Piotr Polk            | brigadier Orest Możejko                                | 2008-   |
| Michał Piela          | hoofdagent Mieczysław Nocul                            | 2008-   |
| Kinga Preis           | gastvrouw Natalia                                      | 2008-   |
| Aleksandra Górska     | oma Lucyna Wielicka                                    | 2008-   |
| Artur Pontek          | agent Marian Marczak                                   | 2008-   |
| Rafał Cieszyński      | hoofdagent Przemysław "Gibal" Gibalski                 | 2008-   |
| Tomasz Więcek         | aspirant Ludwik Banaś                                  | 2008-   |
| Piotr Miazga          | aspirant Bronisław Wierzbicki                          | 2008-   |
| Jędrzej Taranek       | technisch rechercheur Bartosz Paruzel                  | 2008-   |
| Sławomir Orzechowski  | Bisschop                                               | 2008-   |
| Julia Kornacka        | Zosia Nocul                                            | 2010-   |
| Piotr Kozłowski       | pastoor Jacek Kolanko                                  | 2008-   |
| Tamara Arciuch        | Justyna Malec, burgemeester                            | 2010-   |
| Ewa Konstancja Bułhak | Barbara Nocul                                          | 2008-   |
| Katarzyna Burakowska  | Emilka Kozłowska, kind onder de zorg van vader Mateusz | 2010-   |
| Beata Chruścińska     | Beata Szpak, journaliste                               | 2009-   |
| Maciej Musiał         | Michał Wielicki                                        | 2008-   |
| Eryk Lubos            | Waldemar "Pluskwa" Grzelak                             | 2008-   |
| Łukasz Lewandowski    | Piotr Terlacki, klusjesman van de pastorie             | 2008-   |
| onbekend              | junior inspecteur Andrzej Grabarczyk                   | 2012-   |
| Marcin Sztabiński     | aspirant Walczak                                       | 2012-   |

### Voormalige rollen
| Acteur           | Rol                | Periode   |
| ---------------- | ------------------ | --------- |
| Michał Czernecki | politieagent Banaś | 2008–2009 |

## Afleveringen
| Nummer                       | Datum uitzending             | Titel                                                                 | Gastrollen |
| Seizoen 1 (winter 2008/2009) | Seizoen 1 (winter 2008/2009) | Seizoen 1 (winter 2008/2009)                                          | Seizoen 1 (winter 2008/2009) |
| ---------------------------- | ---------------------------- | --------------------------------------------------------------------- | --- |
| 1                            | 7.12.2008                    | Obcy (Nederlands: Vreemdeling)                                        | Marek Frąckowiak, Jarosław Gruda, Adam Bauman |
| 2                            | 14.12.2008                   | Eksperyment (Nederlands: Experiment)                                  | Andrzej Deskur, Adam Woronowicz, Barbara Kałużna |
| 3                            | 21.12.2008                   | Dług (Nederlands: Geldschuld)                                         | Marek Włodarczyk, Bohdan Łazuka, Elżbieta Jarosik |
| 4                            | 25.12.2008                   | Narkotyk (Nederlands: Drugs)                                          | Stefan Popkowski, Hubert Zduniak |
| 5                            | 11.11.2008/28.12.2008        | Róża (Nederlands: Rozenkrans)                                         | Monika Kwiatkowska-Dejczer, Grzegorz Małecki, Wojciech Mecwaldowski |
| 6                            | 4.01.2009                    | Anna                                                                  | Katarzyna Kołeczek, Joanna Sienkiewicz |
| 7                            | 11.01.2009                   | Pomyłka (Nederlands: Vergissing)                                      | Anna Milewska, Marek Siudym, Jacek Borkowski, Roman Kłosowski |
| 8                            | 18.01.2009                   | Wyrok (Nederlands: Rechterlijke uitspraak)                            | Sebastian Grek, Ewa Bukowska |
| 9                            | 25.01.2009                   | Aktor (Nederlands: Acteur)                                            | Magdalena Różczka, Dariusz Kordek, Krzysztof Wakuliński, Mariusz Pujszo |
| 10                           | 1.02.2009                    | Szantaż (Nederlands: Chantage)                                        | Magdalena Warzecha, Artur Dziurman, Olga Bołądź |
| 11                           | 8.02.20009                   | Zemsta (Nederlands: Wraak)                                            | Piotr Prokop, Jan Wieczorkowski, Elżbieta Romanowska, Agnieszka Michalska |
| 12                           | 15.02.2009                   | Aniołek (Nederlands: Engeltje)                                        | Mariusz Drężek, Lidia Bogaczówna, Katarzyna Ankudowicz, Lucyna Malec, Zofia Czerwińska |
| 13                           | 22.03.2009                   | Wypadek (Nederlands: Ongeval)                                         | Grzegorz Warchoł, Piotr Skarga, Bohdan Łazuka |
| Seizoen 2 (herfst 2009)      |                              |                                                                       | |
| 14                           | 6.09.2009                    | Powołanie (Nederlands: Benoeming)                                     | Tadeusz Paradowicz, Michał Rolnicki, Joanna Kurowska, Marcin Kwaśny |
| 15                           | 13.09.2009                   | Piętno (Nederlands: Stigma)                                           | Weronika Książkiewicz, Tomasz Sobczak, Mariusz Kiljan, Marcin Korcz |
| 16                           | 20.09.2009                   | Wycieczka (Nederlands: Tochtje)                                       | Emilia Krakowska, Bogusław Kudłek, Zdzisław Wardejn, Edward Lubaszenko |
| 17                           | 27.09.2009                   | Skarb (Nederlands: Schat)                                             | Robert Rozmus, Władysław Kowalski, Joanna Sienkiewicz, Janusz Chabior |
| 18                           | 4.10.2009                    | Jabłka (Nederlands: Appels)                                           | Joanna Jeżewska, Witold Bieliński, Piotr Siejka |
| 19                           | 11.10.2009                   | Osaczony (Nederlands: Ingesloten)                                     | Maria Niklińska, Joachim Lamża, Jarosław Boberek |
| 20                           | 18.10.2009                   | Ukąszenie węża (Nederlands: Beet van een slang)                       | Patrycja Soliman, Wiesław Niżyński, Tomasz Dedek |
| 21                           | 25.10.2009                   | Koncert (Nederlands: Concert)                                         | Laura Samojłowicz, Joanna Kulig, Sebastian Konrad, Aleksander Mikołajczak |
| 22                           | 1.11.2009                    | Mag (Nederlands: Magiër)                                              | Magdalena Walach, Adam Dzienis, Marcin Błaszak, Jakub Przebindowski |
| 23                           | 8.11.2009                    | Poza grą (Nederlands: Verder dan het spel)                            | Aleksandra Nieśpielak, Karolina Piechota, Bronisław Wrocławski, Marcin Troński |
| 24                           | 11.11.2009                   | Islamska żona (Nederlands: Moslimechtgenote)                          | Adam Młynarczyk, Emilia Komarnicka, Piotr Borowski, Ewa Szykulska |
| 25                           | 22.11.2009                   | Waga ciężka (Nederlands: Zware weegschaal)                            | Andrzej Grabowski, Maciej Kozłowski, Robert Kuraś, Robert Ostolski |
| 26                           | 29.12.2009                   | Łzy Ewy (Nederlands: Tranen van Ewa)                                  | Andrzej Grabowski, Maciej Kozłowski, Robert Kuraś, Robert Ostolski |
| 27                           | 6.12.2009                    | Spowiedź (Nederlands: Bekentenis)                                     | Eugenia Herman, Dorota Landowska, Adam Krawczuk, Robert Ostolski |
| 28                           | 13.12.2009                   | Sekrety klasztoru (Nederlands: Geheimen van het klooster)             | Wiesław Komasa, Marcin Perchuć, Łukasz Garlicki, Beata Chruścińska |
| 29                           | 20.12.2009                   | Egzamin (Nederlands: Examen)                                          | Natalia Rybicka, Lesław Żurek, Leon Charewicz, Marcin Rogacewicz |
| 30                           | 27.12.2009                   | Miłość Natalii (Nederlands: De liefde van Natalia)                    | Tomasz Karolak, Joanna Sydor, Monika Kwiatkowska-Dejczer, Marta Dąbrowska |
| Seizoen 3 (lente 2010)       |                              |                                                                       | |
| 31                           | 4.03.2010                    | Spa (Nederlands: Kuuroord)                                            | Beata Poźniak-Daniels, Maja Bohosiewicz, Jerzy Schejbal, Krystyna Podleska |
| 32                           | 11.03.2010                   | Pamięć (Nederlands: Geheugen)                                         | Magdalena Kumorek, Małgorzata Socha, Ewa Telega, Arkadiusz Janiczek, Elżbieta Jarosik |
| 33                           | 18.03.2010                   | Najpiękniejsza (Nederlands: De allermooiste)                          | Bartłomiej Topa, Roksana Krzemińska, Natalia Walarowska |
| 34                           | 25.03.2010                   | Skandal (Nederlands: Schandaal)                                       | Katarzyna Herman, Jan Nowicki, Piotr Szwedes, Maciej Brzoska, Karolina Nolbrzak |
| 35                           | 1.04.2010                    | Zakładnik (Nederlands: Gijzelaar)                                     | Mariusz Zalejski, Izabela Dąbrowska, Maciej Makowski |
| 36                           | 8.04.2010                    | Świadek (Nederlands: Getuige)                                         | Ireneusz Czop, Grzegorz Emanuel, Maja Hirsch, Łukasz Simlat |
| 37                           | 22.04.2010                   | Zlecenie (Nederlands: In opdracht van)                                | Olga Frycz, Dorota Kamińska, Jan Monczka, Dariusz Wnuk, Jarosław Budnik |
| 38                           | 29.04.2010                   | Sprawa świętego Mikołaja (Nederlands: De zaak van St.Nikolaas)        | Piotr Cyrwus, Paulina Chruściel, Wojciech Majchrzak |
| 39                           | 6.05.2010                    | Strach na scenie (Nederlands: Angst op het toneel)                    | Beata Ścibakówna, Mariusz Pujszo, Anna Rusiecka |
| 40                           | 13.05.2010                   | Wybory (Nederlands: Verkiezingen)                                     | Jacek Rozenek, Aleksander Bednarz |
| 41                           | 20.05.2010                   | Zbrodnia w bibliotece (Nederlands: Misdaad in de bibliotheek)         | Krzysztof Dutkiewicz, Justyna Grzybek, Joachim Lamża |
| 42                           | 27.05.2010                   | Więzienna przeszłość (Nederlands: Gevangenisverleden)                 | Witold Oleksiak, Dariusz Biskupski, Agnieszka Wielgosz |
| 43                           | 29.05.2010                   | Konkurs tańca (Nederlands: Dans wedstrijd)                            | Beata Kawka, Klaudia Halejcio, Jacek Lenartowicz, Sambor Czarnota |
| 44                           | 3.06.2010                    | Zatrute wino (Nederlands: Vergiftigde wijn)                           | Andrzej Mastalerz, Andrzej Mrowiec, Magdalena Smalara |
| Seizoen 4 (herfst 2010)      |                              |                                                                       | |
| 45                           | 9.09.2010                    | Cena prawdy (Nederlands: Prijs van de waarheid)                       | Monika Kwiatkowska-Dejczer, Marek Kalita, Zdzisław Rychter, Halina Rasiakówna |
| 46                           | 16.09.2010                   | Skradziona miłość (Nederlands: Gestolen liefde)                       | Matylda Baczyńska, Antoni Królikowski, Marek Bukowski, Michał Meyer, Hanna Polk |
| 47                           | 23.09.2010                   | Tajemnicze śledztwo (Nederlands: Geheimzinnig onderzoek)              | Joachim Lamża, Grzegorz Kowalczyk, Bartosz Żukowski, Marek Prażanowski |
| 48                           | 30.09.2010                   | Śmierć na żywo (Nederlands: Een live dood)                            | Hanna Konarowska, Piotr Ligienza, Zbigniew Lesień |
| 49                           | 7.10.2010                    | Lot (Nederlands: Vlucht)                                              | Mikołaj Roznerski, Agnieszka Sienkiewicz, Joanna Kasperska, Mirosław Haniszewski |
| 50                           | 14.10.2010                   | Sekrety i kłamstwa (Nederlands: Geheimen en leugens)                  | Dorota Deląg, Andrzej Zieliński, Andrzej Nejman, Dariusz Majchrzak |
| 51                           | 21.10.2010                   | Talent                                                                | Agata Kulesza, Piotr Skiba, Andrzej Grabarczyk, Katarzyna Pierścionek, Leszek Zduń, Wojciech Kalarus |
| 52                           | 28.10.2010                   | W kręgu podejrzeń (Nederlands: In de cirkel van verdenking)           | Igor Michalski, Waldemar Błaszczyk, Bartłomiej Świderski, Zofia Czerwińska |
| 53                           | 4.11.2010                    | Samotne serca (Nederlands: Eenzaam hart)                              | Renata Dancewicz, Tomasz Kozłowicz, Kinga Ciesielska, Rafał Sisicki |
| 54                           | 11.11.2010                   | Zaklęty rewir (Nederlands: Betoverde wijk)                            | Katarzyna Romańczuk, Mariusz Wojciechowski, Andrzej Piszczatowski |
| 55                           | 18.11.2010                   | Spływ (Nederlands: Stroming)                                          | Milena Suszyńska, Maja Barełkowska, Radosław Osypiuk, Jadwiga Gryn |
| 56                           | 25.11.2010                   | Helena                                                                | Mariusz Jakus, Anna Grycewicz, Agata Piotrowska-Mastalerz |
| Seizoen 5 (lente 2011)       |                              |                                                                       | |
| 57                           | 03.03.2011                   | Gwiazdeczka (Nederlands: Sterretje)                                   | Anita Jancia, Małgorzata Rożniatowska, Dorota Bierkowska |
| 58                           | 10.03.2011                   | Powódź (Nederlands: Overstroming)                                     | Małgorzata Zajączkowska, Bartłomiej Krat, Marta Alaborska |
| 59                           | 17.03.2011                   | Kryminał (Nederlands: Misdaad)                                        | Dorota Segda, Piotr Pilitowski, Maciej Winkler |
| 60                           | 24.03.2011                   | Urwisko (Nederlands: Klif)                                            | Małgorzata Buczkowska, Jolanta Żółkowska, Jacek Bursztynowicz, Krzysztof Wieszczek |
| 61                           | 31.03.2011                   | Krowy tłuste, krowy chude (Nederlands: Dikke en magere koeien)        | Grzegorz Gzyl, Agnieszka Grankowska, Mariusz Słupiński |
| 62                           | 07.04.2011                   | Paragraf 23 (Nederlands: Paragraaf 23)                                | Anna Korcz, Michał Sitarski, Marta Dąbrowska |
| 63                           | 14.04.2011                   | Zdobycz (Nederlands: Prooi)                                           | Julia Kijowska, Artur Łodyga, Maciej Kowalewski, Jarosław Boberek |
| 64                           | 21.04.2011                   | Aukcja (Nederlands: Veiling)                                          | Anna Czartoryska, Sławomir Grzymkowski, Anna Gajewska |
| 65                           | 28.05.2011                   | Taka piękna niedziela (Nederlands: Zo'n mooie zondag)                 | Adam Ferency, Andrzej Andrzejewski, Elżbieta Panas, Agnieszka Żulewska |
| 66                           | 05.05.2011                   | Obrona konieczna (Nederlands: Nodige bescherming)                     | Mariusz Bonaszewski, Monika Buchowiec |
| 67                           | 12.05.2011                   | Sonata (Nederlands: Sonate)                                           | Aneta Todorczuk-Perchuć, Halina Rowicka, Magdalena Smalara, Antoni Pawlicki |
| 68                           | 19.05.2011                   | Rabunek (Nederlands: Diefstal)                                        | Krzysztof Kiersznowski, Agnieszka Paszkowska, Paweł Szczesny |
| 69                           | 26.05.2011                   | Ogrodnik (Nederlands: Tuinman)                                        | Agnieszka Mandat, Andrzej Niemyt, Andrzej Brzeski |
| Seizoen 6 (herfst 2011)      |                              |                                                                       | |
| 70                           | 08.09.2011                   | Eden                                                                  | Aldona Orman, Stanisław Penksyk, Rafał Zawierucha, Mariusz Krzemiński |
| 71                           | 15.09.2011                   | Powrót Piotra (Nederlands: Terugkeer van Piotr)                       | Wiktoria Gorodecka, Eugeniusz Malinowski, Ilja Zmiejew |
| 72                           | 22.09.2011                   | Fatum (Nederlands: Lot)                                               | Marcin Jędrzejewski, Elżbieta Jędrzejewska, Jakub Wieczorek, Małgorzata Sadowska |
| 73                           | 29.09.2011                   | Zatruta woda (Nederlands: Vergiftigd water)                           | Przemysław Bluszcz, Marek Richter, Piotr Trojan, Beata Chruścińska |
| 74                           | 06.10.2011                   | Druga szansa (Nederlands: Tweede kans)                                | Mirosław Krawczyk, Piotr Jankowski, Ireneusz Dydliński, Małgorzata Potocka |
| 75                           | 13.10.2011                   | Zanik pamięci (Nederlands: Geheugenverlies)                           | Sylwia Juszczak, Beata Schimscheiner, Karol Stępkowski, Maciej Gąsiorek |
| 76                           | 20.10.2011                   | Jacek                                                                 | Magdalena Lamparska, Andrzej Krucz, Alan Andersz |
| 77                           | 27.10.2011                   | Kolekcjoner (Nederlands: Verzamelaar)                                 | Krzysztof Janczar, Andrzej Precigs, Andrzej Oksza-Łapicki, Anna Łopatowska |
| 78                           | 03.11.2011                   | Wyjazd (Nederlands: Uittocht)                                         | Wojciech Błach, Marta Chodorowska, Przemysław Wyszyński, Magdalena Waligórska |
| 79                           | 10.11.2011                   | Rodzinne więzi (Nederlands: Familiebanden)                            | Edyta Herbuś, Natalia Lesz, Tomasz Ciachorowski, Mariusz Zaniewski, Marian Opania |
| 80                           | 17.11.2011                   | Adrenalina (Nederlands: Adrenaline)                                   | Natalia Rybicka, Mikołaj Roznerski, Bartosz Obuchowicz, Andrzej Szczytko |
| 81                           | 24.11.2011                   | Przerwany weekend (Nederlands: Afgebroken weekend)                    | Anna Prus, Daria Widawska, Adam Cywka, Antoni Królikowski, Paweł Orleański |
| 82                           | 01.12.2011                   | Zaginiony (Nederlands: Vermist)                                       | Maria Gładkowska, Dagmara Krasowska, Kazimierz Mazur |
| Seizoen 7 (lente 2012)       |                              |                                                                       | |
| 83                           | 08.03.2012                   | Zastępstwo (Nederlands: Vervanging)                                   | Katarzyna Ankudowicz, Marcel Wiercichowski, Marek Ślosarski |
| 84                           | 15.03.2012                   | Rocznica (Nederlands: Verjaardag)                                     | Maciej Wilewski, Mariusz Drężek, Sławomir Zapała |
| 85                           | 22.03.2012                   | Naciągacze (Nederlands: Rekkers)                                      | Rafał Fudalej, Mateusz Mikołajczyk, Sebastian Skoczeń, Wojciech Skibiński |
| 86                           | 29.03.2012                   | Haracz (Nederlands: Hulde)                                            | Helena Sujecka, Artur Dziurman, Małgorzata Puzio-Miękus |
| 87                           | 05.04.2012                   | Pożyczka (Nederlands: Lening)                                         | Joanna Gryga, Anna Piróg-Karaszkiewicz, Ewa Borowik, Krzysztof Bień, Wojciech Machnicki |
| 88                           | 12.04.2012                   | Czekolada (Nederlands: Chocolade)                                     | Sonia Bohosiewicz, Piotr Borowski, Halina Bednarz, Paweł Burczyk, Remigiusz Jankowski |
| 89                           | 19.04.2012                   | Śpiewak (Nederlands: Zanger)                                          | Krzysztof Stelmaszyk, Agnieszka Wosińska, Karolina Nolbrzak, Mateusz Janicki |
| 90                           | 26.04.2012                   | Zabawa (Nederlands: Pret)                                             | Marta Chyczewska, Katarzyna Żak, Magdalena Smalara, Marta Alaborska |
| 91                           | 03.05.2012                   | Tango                                                                 | Natalia Lesz, Maria Niklińska, Piotr Pręgowski, Marcin Krawczyk, Żora Koroliow |
| 92                           | 10.05.2012                   | Małolata (Nederlands: Held)                                           | Olga Kalicka, Monika Krzywkowska, Tadeusz Chudecki |
| 93                           | 17.05.2012                   | Wróżby (Nederlands: Voorspellingen)                                   | Anna Gornostaj, Monika Stefaniak, Dariusz Kordek, Dariusz Toczek |
| 94                           | 24.05.2012                   | Przytułek (Nederlands: Armenhuis)                                     | Magdalena Czerwińska, Małgorzata Rożniatowska, Tomasz Sapryk, Jakub Kornacki |
| 95                           | 31.05.2012                   | Ikona (Nederlands: Icoon)                                             | Artur Janusiak, Jerzy Połoński, Andrzej Zaborski, Jan Janga-Tomaszewski, Andrzej Blumenfeld, Dorota Bierkowska, Piotr Półtorak, Bernard Bania, Wojciech Stachura, Jan Krzysztof Szczygieł, Franciszek Utko, Aurelia Sobczak, Ewa Kozłowska, Ryszard Doliński, Paweł Szymański, Tomasz Lipski |
| Seizoen 8 (herfst 2012)      |                              |                                                                       | |
| 96                           | 06.09.2012                   | Wybory serca (Nederlands: Keuzes vanuit het hart)                     | Marta Honzatko, Grzegorz Damięcki, Adam Nowojczyk, Ewa Wencel, Ewa Złotowska, Dariusz Wnuk |
| 97                           | 13.09.2012                   | Bieg (Nederlands: Een loop)                                           | Artur Janusiak, Jerzy Połoński, Janusz Chabior, Krzysztof Wach, Andrzej Niemirski, Krzysztof Mateusiak, Michał Chorosiński, Aleksander Mikołajczak |
| 98                           | 20.09.2012                   | Święta Rodzina (Nederlands: De Heilige familie)                       | Artur Janusiak, Jerzy Połoński, Wojciech Brzeziński, Piotr Żukowski, Aleksander Maliszewski, Grzegorz Warchoł, Danuta Sacharczuk-Bach, Jowita Miondlikowska, Grażyna Zielińska, Aleksandra Justa, Joanna Kwiatkowska-Zduń, Krzysztof Pilat                                                   |
| 99                           | 27.09.2012                   | Trująca orchidea (Nederlands: De vergiftigende orchidee)              | Aleksandra Nieśpielak, Łukasz Nowicki, Maria Góralczyk, Anna Smołowik, Ewa Ampulska |
| 100                          | 04.10.2012                   | Sklep z zabawkami (Nederlands: Speelgoedwinkel)                       | Marcin Rogacewicz, Piotr Rękawik, Marta Ścisłowicz, Michał Lesień, Paweł Koślik |
| 101                          | 11.10.2012                   | Tajemnica cmentarza (Nederlands: Begraafplaatsgeheimen)               | Jacek Radziński, Elżbieta Czerwińska, Stanisław Penksyk, Zacharjasz Muszyński |
| 102                          | 18.10.2012                   | Pani sierżant (Nederlands: Mevrouw Sergeant)                          | Waldemar Barwiński, Magdalena Nieć, Andrzej Deskur, Patrycja Soliman, Joanna Zalewska |
| 103                          | 25.10.2012                   | Fatalna diagnoza (Nederlands: Fatale diagnose)                        | Tadeusz Borowski, Mariusz Ostrowski, Krzysztof Czeczot, Mariusz Słupiński, Miłogost Reczek, Tomasz Radawiec, Ireneusz Machnicki, Jacek Kałucki |
| 104                          | 01.11.2012                   | Komediant (Nederlands: Comediant)                                     | Weronika Książkiewicz, Kamil Mróz, Ireneusz Czop, Piotr Tołoczko, Norbert Kaczorowski |
| 105                          | 08.11.2012                   | Artykuł (Nederlands: Artikel)                                         | Roch Siemianowski, Paweł Góralski, Grzegorz Małecki, Michał Anioł, Waldemar Czyszak |
| 106                          | 15.11.2012                   | Sztuka dojrzewania (Nederlands: De kunst van het volwassen worden)    | Aleksandra Kusio, Ryszard Starosta, Maciej Kulig, Zina Kerste, Piotr Gawron-Jedlikowski |
| 107                          | 22.11.2012                   | Czarna wdowa (Nederlands: Zwarte weduwe)                              | Weronika Rosati, Dominika Gwit, Marek Siudym, Renata Kretówna, Stanisław Pąk |
| 108                          | 29.11.2012                   | Obrączka (Nederlands: Ring)                                           | Krzysztof Dracz, Aleksandra Hamkało, Grażyna Laszczyk, Paweł Marczuk, Paula Bąk, Joanna Orleańska |
| Seizoen 9 (lente 2012)       |                              |                                                                       | |
| 109                          | 28.02.2013                   | Ucieczka (Nederlands: De ontsnapping)                                 | Ada Fijał, Piotr Siwkiewicz, Michał Mikołajczak |
| 110                          | 07.03.2013                   | Sprawa honoru (Nederlands: Erezaak)                                   | Robert Gonera, Magdalena Wójcik, Bożena Stachura, Kamil Kula, Witold Wieliński |
| 111                          | 14.03.2013                   | Festyn (Nederlands: Banket)                                           | Łukasz Garlicki, Wojciech Duryasz, Marzena Trybała, Hubert Jarczak, Czesław Majewski |
| 112                          | 21.03.2013                   | Powrót po latach (Nederlands: Terugkeer na jaren)                     | Olgierd Łukaszewicz, Lech Mackiewicz, Grzegorz Wons, Justyna Grzybek, Wojciech Urbański, Anna Korzeniecka |
| 113                          | 28.03.2013                   | Z miłości (Nederlands: Uit liefde)                                    | Izabela Kuna, Roman Gancarczyk, Jacek Bursztynowicz, Jakub Grzegorek, Orina Krajewska, Magdalena Kizinkiewicz, Kazimierz Nowak, Andrzej Baranowski |
| 114                          | 04.04.2013                   | Zbrodnia na pierwszą stronę (Nederlands: Misdrijf op de eerste zijde) | Wojciech Solarz, Bartłomiej Chowaniec, Jan Aleksandrowicz-Krasko, Paweł Ferens, Grzegorz Stelmaszewski, Janusz Onufrowicz, Łukasz Choroń |
| 115                          | 11.04.2013                   | Daleki krewny (Nederlands: Verre familie)                             | Waldemar Obłoza, Monika Pikuła, Igor Obłoza, Mateusz Gąsiewski, Bartłomiej Myca, Hanna Kochańska |
| 116                          | 18.04.2013                   | Pluskwa                                                               | Bartosz Dziedzic, Bartosz Gelner, Krystian Biłko, Mirosław Bieliński, Aleksandra Wojtysiak |
| 117                          | 25.04.2013                   | Muzycy (Nederlands: Muzikanten)                                       | Anna Karczmarczyk, Mateusz Banasiuk, Krzysztof Brzazgoń, Marek Kaliszuk, Przemysław Furdak, Ewa Gawryluk, Maciej Robakiewicz, Rafał Olbrychski, Mateusz Kaczmarek, Katarzyna Pierścionek, Michał Buczek, Jacek Czyż                                                                          |
| 118                          | 02.05.2013                   | Znikająca asystentka (Nederlands: De verdwijnende assistent)          | Elżbieta Romanowska, Przemysław Sadowski, Karolina Gorczyca, Jarosław Gajewski, Michał Sitarski, Justyna Kapuścińska |
| 119                          | 09.05.2013                   | Laweciarze (Nederlands: Sloopautovervoerder)                          | Marcin Przybylski, Filip Bobek, Paweł Królikowski, Jerzy Łapiński, Lech Dyblik, Remigiusz Jankowski, Tomasz Jarosz, Mikołaj Osiński, Zbigniew Kozłowski, Magdalena Górska, Cezary Poks, Jan Wojtyński                                                                                        |
| 120                          | 16.05.2013                   | Niebezpieczne związki (Nederlands: Gevaarlijke verbintenissen)        | Agnieszka Wagner, Zofia Zborowska, Bogusław Kudłek, Robert Koszucki, Marian Krawczyk, Jarosław Dziedzic |
| 121                          | 23.05.2013                   | Na złej drodze (Nederlands: Op de verkeerde weg)                      | Redbad Klynstra, Ewa Tucholska, Filip Garbacz, Damian Bereda, Szymon Nygard, Konrad Łaszewski, Kamil Grenda, Wojciech Walasik , Agata Piotrowska-Mastalerz, Robert Błoński, Barbara Osóbka                                                                                                   |
| Seizoen 10 (herfst 2012)     |                              |                                                                       | |
| 122                          | 05.09.2013                   | Wybuch (Nederlands: Ontploffing)                                      | Marcin Tyrol, Piotr Zelt, Szymon Nowak, Magdalena Kajrowicz, Piotr Pamuła, Paweł Szczesny, Agnieszka Wielgosz, Ryszard Abraham, Jacek Pluta, Magdalena Emilianowicz |
| 123                          | 12.09.2013                   | Napad (Nederlands: Overval)                                           | Anna Cieślak, Marcin Bosak, Katarzyna Kwiatkowska, Gabriela Raczyńska, Kalina Hlimi-Pawlukiewicz, Piotr Łukaszczyk |
| 124                          | 19.09.2013                   | Rezydencja (Nederlands: Residentie)                                   | Zdzisław Wardejn, Olga Gontarczuk, Norbert Rakowski, Agnieszka Warchulska, Maciej Jachowski, Leszek Zduń, Monika Ordowska |
| 125                          | 26.09.2013                   | Zielony zakątek (Nederlands: Groene hoek)                             | Anna Korzeniecka, Ryszard Ronczewski, Andrzej Konopka, Tadeusz Pluciński, Michał Gadomski, Karolina Nowakowska, Daria Woronowicz, Artur Chamski, Bartosz Głogowski, Zofia Idzikowska, Iwona Rejzner, Małgorzata Prażmowska, Konrad Rydlewski, Aleksander Zelenay-Grabny, Łukasz Szczepanik   |
| 126                          | 03.10.2013                   | Słowo faceta (Nederlands: Woorden van een vent)                       | Jan Rotowski, Marcin Walewski, Wojciech Starostecki, Karina Kunkiewicz, Marek Włodarczyk, Ilona Kucińska, Magdalena Kajrowicz, Jan Kochanowski, Daniel Szczypa, Karolina Muszalak, Cezary Poks, Krzysztof Swend                                                                              |
| 127                          | 10.10.2013                   | Dzień papieski (Nederlands: Pausdag)                                  | |
| 128                          | 17.10.2013                   | Celebryta (Nederlands: Beroemdheid)                                   | |
| 129                          | 24.10.2013                   | Układ (Nederlands: Schema)                                            | |
| 130                          | 31.10.2013                   | Zakładniczka (Nederlands: Gijzelaar)                                  | |
| 131                          | 07.11.2013                   | Doskonała (Nederlands: De uitstekende vrouw)                          | |
| 132                          | 14.11.2013                   | Radar                                                                 | |
| 133                          | 21.11.2013                   | Powiedzmy tacie (Nederlands: Vertel het aan papa)                     | |
| 134                          | 28.11.2013                   | Blef (Nederlands: Bluf)                                               | |

Bron

## Introfilmpje
Het introfilmpje van de serie laat de hoofdrollen zien met op de achtergrond de belangrijkste plaatsen in Sandomierz: Brama Opatowska, de markt, de Kerk van St. Jacobus, het gemeentehuis en straatjes in het centrum.

## Aantal kijkers
| Aflevering     | Seizoen 1                             | Aflevering         | Seizoen 2                              | Aflevering | Seizoen 3                          | Aflevering | Seizoen 4                              |
| -------------- | ------------------------------------- | ------------------ | -------------------------------------- | ---------- | ---------------------------------- | ---------- | -------------------------------------- |
| Pilot (afl. 5) | 3 298 900 (21,91%) (11 november 2008) | 14                 | 3 705 865 (34,80%) (6 september 2009)  | 31         | 2 940 049 (20,45%) (4 maart 2010)  | 45         | 2 132 745 (16,78%) (9 september 2010)  |
| 1              | 3 450 900 (25,11%) (7 december 2008)  | 15                 | 3 168 276 (29,81%) (13 september 2009) | 32         | 2 987 007 (18,60%) (11 maart 2010) | 46         | 2 003 693 (15,67%) (16 september 2010) |
| 2              | 4 681 950 (34,31%) (14 december 2008) | 16                 | 3 989 622 (30,85%) (20 september 2009) | 33         | 2 662 513 (17,14%) (18 maart 2010) | 47         | 1 946 053 (15,19%) (23 september 2010) |
| 3              | 4 155 080 (34,29%) (21 december 2008) | 17                 | 4 035 949 (31,70%) (27 september 2009) | 34         | 2 374 520 (15,09%) (25 maart 2010) | 48         | 2 054 093 (15,31%) (30 september 2010) |
| 4              | 3 190 000 (22,00%) (25 december 2008) | 18                 | 4 285 590 (32,00%) (4 oktober 2009)    | 35         | 2 397 208 (15,43%) (1 april 2010)  | 49         | 1 836 766 (14,84%) (7 oktober 2010)    |
| 5              | 4 622 000 (34,98%) (28 december 2008) | 19                 | 4 222 854 (34,20%) (11 oktober 2009)   | 36         | 2 249 248 (14,56%) (8 april 2010)  | 50         | (14 oktober 2010)                      |
| 6              | 3 889 000 (30,02%) (4 januari 2009)   | 20                 | 4 325 662 (34,50%) (18 oktober 2009)   | 37         | 2 137 818 (12,34%) (22 april 2010) | 51         | (21 oktober 2010)                      |
| 7              | 4 613 340 (34,57%) (11 januari 2009)  | 21                 | 4 602 057 (34,00%) (25 oktober 2009)   | 38         | 2 189 686 (13,14%) (29 april 2010) |            |                                        |
| 8              | 4 047 530 (32,07%) (18 januari 2009)  | 22                 | 4 317 128 (34,80%) (1 november 2009)   | 39         | 2 419 769 (14,65%) (6 mei 2010)    |            |                                        |
| 9              | 4 295 400 (33,83%) (25 januari 2009)  | 23                 | 4 167 180 (32,90%) (8 november 2009)   | 40         | 2 087 547 (12,26%) (13 mei 2010)   |            |                                        |
| 10             | 4 406 070 (34,77%) (1 februari 2009)  | 24                 | 4 780 823 (34,70%) (11 november 2009)  | 41         | 2 106 007 (13,23%) (20 mei 2010)   |            |                                        |
| 11             | 4 448 550 (34,53%) (8 februari 2009)  | Herhaling (afl. 8) | 4 957 510 (34,90%) (15 november 2009)  | 42         | 2 595 427 (14,20%) (27 mei 2010)   |            |                                        |
| 12             | 4 316 570 (33,02%) (15 februari 2009) | 25                 | 4 440 083 (32,10%) (22 november 2009)  | 43         | 1 083 324 (8,04%) (29 mei 2010)    |            |                                        |
| 13             | 4 998 080 (34,97%) (22 februari 2009) | 26                 | 4 372 462 (33,10%) (29 november 2009)  | 44         | 2 356 383 (13,77%) (3 juni 2010)   |            |                                        |
|                |                                       | 27                 | 4 603 780 (32,70%) (6 december 2009)   |            |                                    |            |                                        |
|                |                                       | 28                 | 4 017 951 (31,00%) (13 december 2009)  |            |                                    |            |                                        |
|                |                                       | 29                 | 3 722 308 (30,20%) (20 december 2009)  |            |                                    |            |                                        |
|                |                                       | 30                 | 3 928 114 (31,00%) (27 december 2009)  |            |                                    |            |                                        |

## "Ojciec Mateusz" voor Sandomierz
Op 19 juni 2010 was er een benefietconcert op de Oude Stadsmarkt in Sandomierz voor de slachtoffers van de overstromingen van 2010 in Midden-Europa. Aan dit concert werkten ook acteurs van de serie mee (Artur Żmijewski, Kinga Preis, Michał Piela en Tamara Arciuch) alsmede de artiesten Andrzej Piaseczny, Artur Gadowski en Łukasz Zagrobelny en de groepen Big Cyc, Pectus en Blue Café. Het concert werd gepresenteerd door Artur Żmijewski samen met Paulina Chylewska. Dit concert werd op dezelfde dag uitgezonden op TVP1.